# Magnolia banghamii
Magnolia banghamii är en magnoliaväxtart som först beskrevs av Hans Peter Nooteboom, och fick sitt nu gällande namn av Richard B. Figlar och Hans Peter Nooteboom. Magnolia banghamii ingår i släktet Magnolia och familjen magnoliaväxter. Inga underarter finns listade i Catalogue of Life.